# Katjusja
Katjusja (russisk: Катюша, tr. Katjusja, kælenavn for Katarina, også kendt som Stalinorgel eller Stalin-orgel - fra tysk Stalinorgel) er et sovjetisk raketartillerisystem (en) med mange raketstyr, monteret på en lastbil. Raketartillerisystemet blev konstrueret og anvendt i krig af Sovjetunionen under 2. verdenskrig. Det blev kaldt Katjusja efter den populære russisk folkesang Katjusja (en).
Tyskerne kaldte den "Stalinorgel" på grund af lyden fra dens raketter og fordi dens udseende minder om et orgel (en række parallelt placerede rør som piber på et kirkeorgel).
Ordet Katjusja bruges nu om dage til at beskrive raketartilleri i almindelighed uanset om de er fremstillet i Rusland eller bygget lokalt. Denne slags raketter bruges ofte i guerillakrig, af for eksempel Hizbollah, de irakiske oprørere og Taliban.